# Lacinipolia fletcheri
Lacinipolia fletcheri är en fjärilsart som beskrevs av Augustus Radcliffe Grote 1888. Lacinipolia fletcheri ingår i släktet Lacinipolia och familjen nattflyn. Inga underarter finns listade i Catalogue of Life.